# Central Business District (Sydney)
Central Business District, w skrócie CBD, znane także jako the City (pol. Centralny Dystrykt Biznesowy Sydney), to główne centrum finansowe Sydney, stolicy stanu Nowa Południowa Walia w Australii. Jest równocześnie największą dzielnicą finansową Australii. Rozciąga się na obszarze ok. 3 kilometrów od Sydney Cove, miejsca, gdzie powstała pierwsza w historii osada Europejczyków w Sydney. Granicę północną stanowi morze, a granicę południową – pas od Darling Harbour i Western Distributor na wschodzie, poprzez parki Hyde Park, The Domain i Królewskie Ogrody Botaniczne aż do Farm Cove na zachodzie.
CBD jest obszarem z dużym zagęszczeniem drapaczy chmur i innych budynków, rozdzielonych kilkoma parkami, takimi jak Wynyard Park czy Hyde Park. George Street jest jej główną arterią. Pitt Street to główna ulica handlowa, na której znajdują się duże centra handlowe takie jak Pitt Street Mall i Sydney Tower. W rejonie Macquarie Street znajdują się liczne historyczne budynki, w tym parlament stanowy i Sąd Najwyższy Nowej Południowej Walii.
W CBD znajdują się jedne z najwyższych budynków w Australii, w tym Sydney Tower (309 metrów), drugi co do wysokości budynek Australii, po Q1 Tower w Golden Coast. Siedziby mają tu takie instytucje jak Commonwealth Bank of Australia, Citibank, Deutsche Bank, Macquarie Bank, AMP Limited, Insurance Australia Group, AON, Marsh, Allianz, HSBC, AXA oraz ABN Amro.